# 中国医科大学附属口腔医院
中国医科大学附属口腔医院 (英語：China Medical University Hospital of Stomatology)，是一所集医疗、科研、教学、预防、保健、康复为一体的大型三级甲等口腔科医院，位于中华人民共和国辽宁省沈阳市和平区南京北街117号，总建筑面积5.3万平方米，拥有床位108余张，职工650人。

## 科室设置
19个临床科室、9个医技科室。